# Sonad skuld
Sonad skuld är en svensk dramafilm från 1915 i regi av Victor Sjöström. 

## Om filmen
Filmen premiärvisades 15 februari 1915 på biograf Röda Kvarn i Stockholm. Filmen spelades in vid Svenska Biografteaterns ateljé på Lidingö med exteriörer från en mindre fabrikslokal och trakterna kring Lidingö av Henrik Jaenzon. Som förlaga har man en filmidé av Nils Krok som förmodligen kan ha en verklighetsanknytning från Krooks fattigvårdsarbete.

## Rollista
- Lili Bech – Margareta Stensson
- Gustaf Callmén – Hennes far, hemmansägare
- Carlo Wieth – Hennes bror
- John Ekman – Fabrikschef
- Viggo Friderichsen – Albin Ström, ingenjör
- August Warberg – Hemmansägare
- Greta Almroth – Hans dotter
- Stina Berg – Hans hustru